# Mort à Venise (ballet)
Pour les articles homonymes, voir Mort à Venise (homonymie).
Mort à Venise est un ballet composé par John Neumeier en 2004, d'après la nouvelle de Thomas Mann sur la musique de Jean-Sébastien Bach et Richard Wagner pour le Ballet de Hambourg.

## Historique
C’est une adaptation contemporaine de la nouvelle de Thomas Mann La Mort à Venise à partir d’une danse macabre de John Neumeier.
Ce ballet se construit sous les yeux du public, orchestrée par le personnage de Lloyd Riggins en chorégraphe torturé, accroché à sa partition de Bach, battant la mesure, déplaçant les danseurs et explosant en crises successives. Peu à peu, il s’autorise à lâcher prise et à céder aux attraits de ses interprètes, dans des scènes dansées à l’érotisme gay de plus en plus affirmé.

## Distribution
- Edvin Revazov (Tadzio)
- Lloyd Riggins (Gustav von Aschenbach)
- Laura Cazzaniga (la mère de Tadzio)
- Le ballet de Hambourg

## Fiche technique
- Chorégraphie et mise en scène : John Neumeier
- Réalisation : Thomas Grimm
- Musique : Johann Sebastian Bach, Richard Wagner
- Décors : Peter Schmidt
- Costumes : John Neumeier et Peter Schmidt
- Coproduction : ARTE, SWR, BR (2004, 2h)